# اللغة اللمبردية
اللغة اللمبرديَّة أو اللومباردية هي عضو في المجموعة الغالو إيطالية أو الألبية من اللغات الرومنسية. يتحدث بها أصلاً في شمال إيطاليا (معظم لُمبَردية و بعض المناطق المجاورة ولا سيما في الجانب الشرقي من بيمُنتة) و جنوب سويسرا (تيسينو و غراوبوندن).